# Roland Stinauer

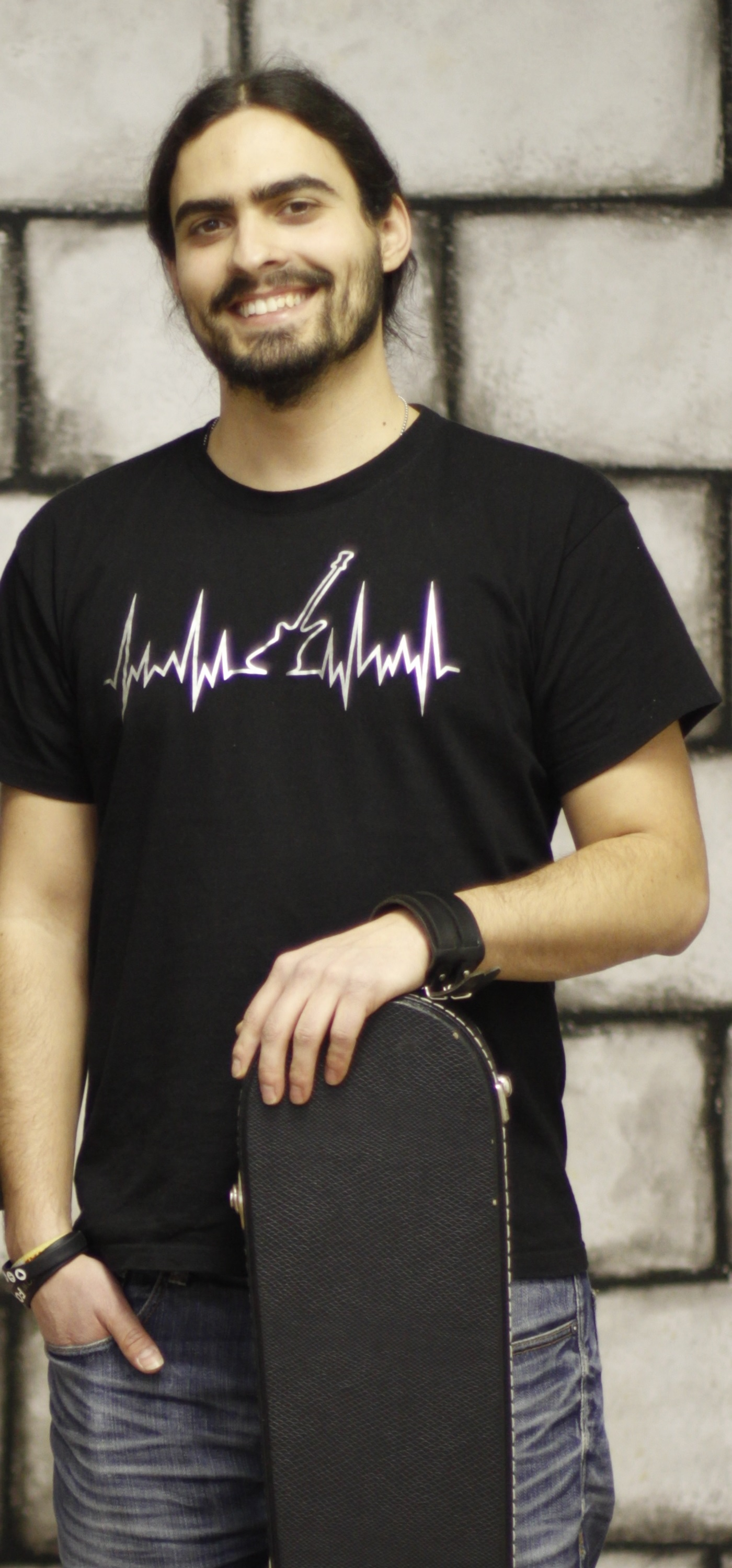
Roland Stinauer (2017)

Roland Stinauer (* 3. September 1991 in Bruck/Leitha) ist ein österreichischer Musiker, der vor allem im Genre des Blues aktiv ist.

## Biografie
Seine Kindheit verbrachte Stinauer in seiner Geburtsstadt Bruck an der Leitha. Seine Eltern prägten ihn musikalisch, sein Vater Wolfgang als Gitarrist, seine Mutter Isabella als studierte Akkordeonistin.
Nach dem Zivildienst im Altersheim Bruck zog er für sein Lehramtsstudium in den Fächern Physik, Psychologie und Philosophie nach Wien. In dieser Zeit bekam er Unterricht von Arnoldo Moreno (Gitarre) und Gerlinde Tichy (Gesang). Sein Studium betrieb er später begleitend zu seinem Beruf als Musiker.
Stinauers musikalischer Horizont reicht von Metal über Blues bis hin zu Jazz, Gypsy und Electro. Er spielte mit bekannten österreichischen Bluesmusikern wie Al Cook, Peter Kern, Jörg Danielsen, Hannes Kahses, Hermann Posch, Marius Dobra, Christian Prechtl und Andy Bankhofer sowie mit Newcomern wie Mate Fodor aus Ungarn oder Dorina Garuci und Gypsy Größen wie Claudius Jelinek.
Mit seinem Bruder Markus Stinauer arbeitet er als Mark & Friends mit Musikstudenten und Profis zusammen. Von Jänner 2018 bis Juni 2023 leitete er die Stinauer Acoustic Session im Café Carina. Mit Oktober 2023 wurde diese von ihm zur Stinauer Blues Session umstrukturiert, wobei nicht nur der Name, sondern auch das Lokal sowie das Konzept der Jam Session verändert wurden.

## Formationen
| Name                               | Stil                                | Instrument/e              | Gründungs-/Beitrittsjahr |
| ---------------------------------- | ----------------------------------- | ------------------------- | ------------------------ |
| Tired of Talkin'                   | Blues                               | E-Gitarre, Gesang         | 2009                     |
| Niceness Deprived                  | Metal                               | E-Gitarre                 | 2009                     |
| Guitar Pro (heute Lyrics & Gospel) | Gospel, Pop                         | Cajon, Percussion, Gesang | 2010                     |
| Yelin' Egg                         | Blues, Rock                         | Bass, Cajon, E-Gitarre    | 2010                     |
| Anioly                             | Rock, Gospel, Singer/Songwriter     | Gitarren                  | 2011                     |
| Mark & Friends                     | Je nach Besetzung: Pop, Blues, Rock | Gitarren                  | 2012                     |
| Sölli und die Vorstadt Romeos      | Wiener Singer/ Songwriter           | Klavier                   | 2014                     |
| SUGARBEATS                         | Tanzmusik (Jazz & Pop)              | Bass                      | 2017                     |
| Rapha Ro & The Fish                | Soul, Pop                           | A-Gitarre, Gesang         | 2017                     |
| Tales of the Ocean                 | Jazz, Blues, Gypsy                  | A-Gitarre                 | 2017                     |
| Acoustic Session                   | Verschiedenes                       | Verschiedenes             | 2018                     |

## Veröffentlichungen
| Titel           | Künstler        | Art der Veröffentlichung | Jahr |
| --------------- | --------------- | ------------------------ | ---- |
| Save Me         | April Roberts   | Album                    | 2011 |
| Love Blues Live | Roland Stinauer | Single                   | 2017 |